# Grand Orient de Pologne
Le Grand Orient de Pologne (en polonais, Wielki Wschód Polski) est une obédience maçonnique dite libérale, ou adogmatique et mixte en Pologne.

## Historique
L'histoire du Grand Orient de Pologne (GODP) date du XVIIIe siècle où existe déjà un Grand Orient national de Pologne. Le tsar interdit cette organisation en 1821. Elle fut réactivée en 1910 par la création de quelques loges du qui participent au mouvement de l’indépendance de la Pologne, elles disparaissent vers 1918. Pendant la période de l’entre-deux-guerres la franc-maçonnerie est représentée essentiellement par le mouvement national et mixte. Les premières initiations à la fin du {{[s-|XX}} sont réalisées le 1er décembre 1990 avec le soutien des frères de la loge parisienne « Victor Schoelcher » du Grand Orient de France, le Grand Orient réapparaît de nouveau en 1991 avec la création de la loge maçonnique « Liberté Recouvrée » le 26 avril 1991. Son nom fait référence à  moment particulier de l’histoire de la Pologne.
La franc-maçonnerie polonaise n’est pas très nombreuse, toutes les obédiences comptent environ 500 membres, mais elle est très active. Cette situation souligne de façon positive son potentiel de développement malgré un climat politique, religieux et social trouble. Elle n’empêche pas le Grand Orient de Pologne de participer à des œuvres laïques et caritatives, et d’entretenir des relations extérieures et des échanges  avec d’autres obédiences et organisations maçonniques : Le Grand Orient de Pologne entretient des contacts proches avec le Grand Orient de France, Grand Orient de Belgique, Grande Loge Féminine de France, Grande Loge d'Italie, George Washington Union (États-Unis), Grand Orient de Suisse, Grande Loge symbolique espagnole , Ordre Maçonnique International Delphi, et les autres obédiences principales du monde. Le GODP fréquente régulièrement les réunions des organisations maçonniques internationales comme l'Alliance maçonnique européenne (AME), ou l'Association adogmatique de l'Europe centrale et de l'est (AACEE) et autres.
Le 25 février 2017, s’est déroulé à Varsovie le convent d’unification au cours duquel les 30 ex-membres exclues du Grand Orient de Pologne ont fondé une « obédience alternative », Le Grand Orient de la République de Pologne, qui cherche sans succès en 2018, à être reconnu par les principales obédiences maçonniques.